# Côte-des-Neiges (metrostation)
Côte-des-Neiges is een metrostation in het stadsdeel Côte-des-Neiges–Notre-Dame-de-Grâce van de Canadese stad Montréal. Het op 4 januari 1988 geopende station wordt bediend door de blauwe lijn van de metro van Montréal.